# 自由堡圣母

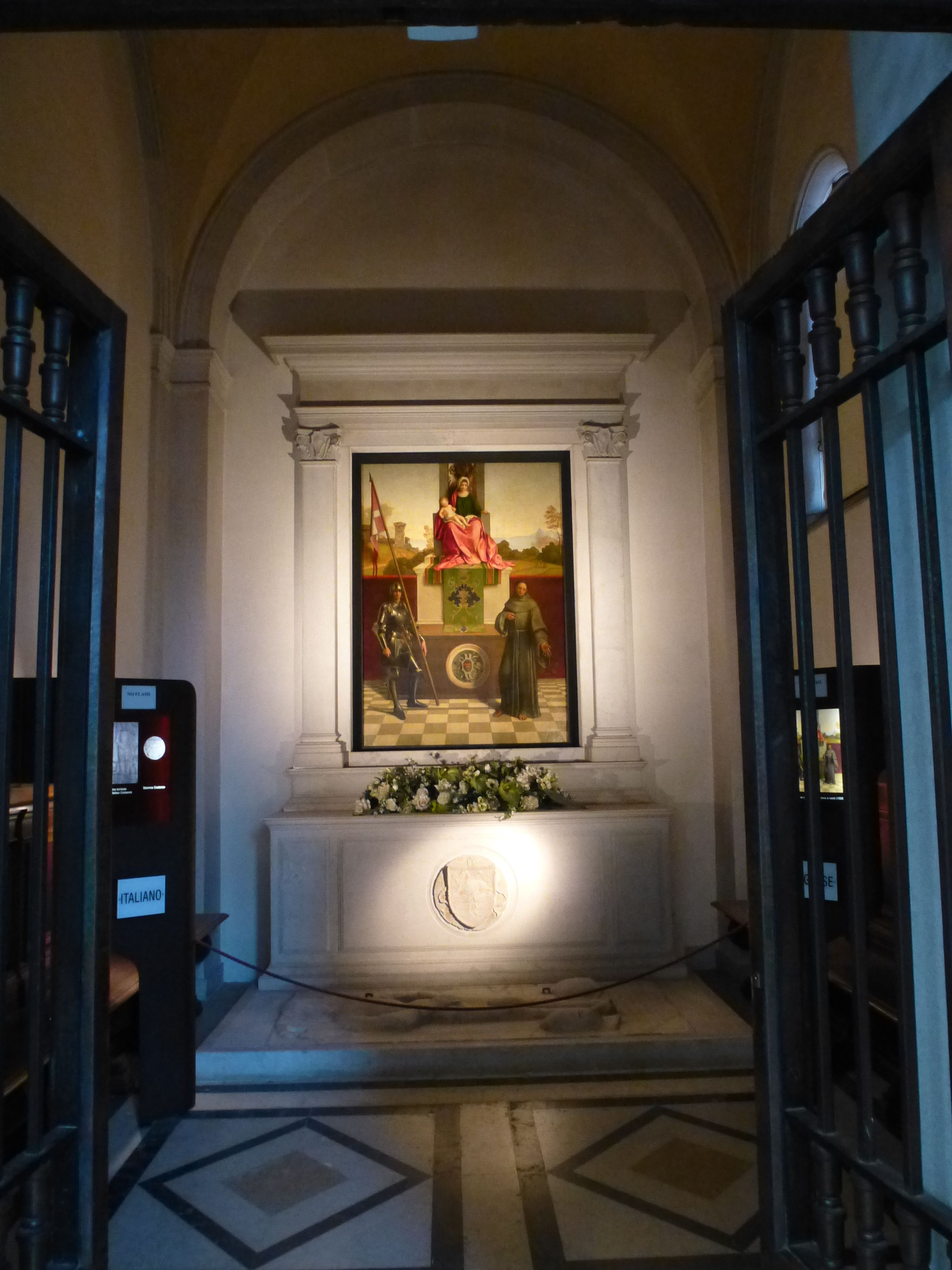

《自由堡圣母》（Castelfranco Madonna）是意大利文艺复兴艺术家乔尔乔内的一幅板面油画，绘制于 1504 年。虽然现在的教堂系 18 世纪重建，但这幅画仍然放置在原来的位置，位于意大利北部威尼托的乔尔乔内故乡威尼托自由堡主教座堂的一个小堂里。
这幅画描绘圣母怀抱圣婴，坐在极高的宝座上，右边是圣方济各，左边是圣尼卡修斯。宝座的高度颇不寻常，通常同类作品中，宝座仅略高一点，人物大致处于同一高度。 